# Fagonia scoparia
Fagonia scoparia là một loài thực vật có hoa trong họ Zygophyllaceae. Loài này được Brandegee miêu tả khoa học đầu tiên năm 1911.